# フラワーパークせらふじ園
フラワーパークせらふじ園は、広島県世羅郡世羅町にある観光農園である。

## 概要
ふじの花をテーマにした観光農園。
1200本のふじを見ることができる。
ふじの他にもぼたん桜・デイジー・パンジー・ツツジ・シャクナゲなど多くの花を見ることができる。

## 沿革
- 1974年 （有）グリーンセンターを設立し、藤の植栽を開始。
- 1979年 当地観光農園事業としては、初めて藤の花をテーマに開園し4500人の入園を得る
- 1981年6月 （有）世羅ふじ園と名称変更し積極的に高齢者の参画と雇用を進める（常時雇用は全て60歳以上で構成）
- 1994年 園地と樹種を拡張
- 2000年 農山漁村高齢者対策有料活動地域表彰農産園芸局長賞受賞

## 施設
- ふじ園
- 食堂
- 無料駐車場100台

## 規模
3万平方メートル

## 周辺
付近一帯は、世羅高原で農園が多く集まっている。

### 交通
- 山陽自動車道三原久井ICより　約30分
- 山陽自動車道尾道ICより　約40分
- 山陽自動車道河内ICより　約40分
- 中国自動車道三次ICより　約40分

## 主な品種
- ふじ
- ぼたん桜
- デイジー
- パンジー
- ツツジ
- シャクナゲ
- ハナミズキ
- ポピー